# Pilgerodendron
Pilgerodendron é um género de conífera pertencente à família Cupressaceae, cuja única espécie é Pilgerodendron uviferum.
1. ↑  «Pilgerodendron Florin». worldfloraonline.org. Consultado em 2 de junho de 2021